# 이흐 칸국

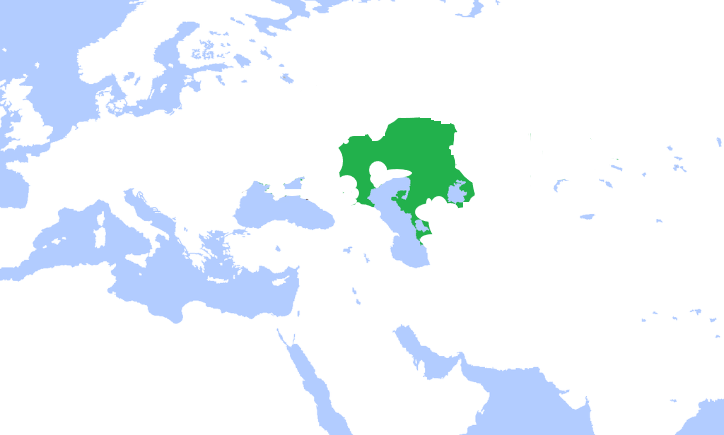
이흐 칸국의 영역.

이흐 칸국(몽골어: их Орд 이흐 오르드) 또는 대장 칸국(大帳汗國, 영어: Great Horde)은 1466년부터 1502년까지 존속한 킵차크 칸국의 대초원 지대 승계국가이다.

## 킵차크 칸국의 해산
킵차크 칸국의 주변 지역은 다음과 같이 붕괴되었다. 1438년 카잔 칸국, 1441년 크림 칸국, 1466년 아스트라한 칸국이 남은 이후 오늘날 알려진 이흐 칸국은 드니프로와 야이크 사이의 대초원 지대로 수도는 사라이이고 이 국가는 킵차크 칸국의 전통을 물려받았다고 주장했다. 1470년대에는 북쪽 카스피 해의 노가이 족과 적대하게 되었으며, 서쪽으로는 폴란드-리투아니아를 따라 드니프르 강까지 확대되었다.
1480년 모스크바 대공국과 크림 칸국은 차례로 리투아니아와 동맹을 맺으면서 이흐 칸국과 적대하기 시작했다. 1480년 이흐 칸국이 모스크바 대공국을 침공했으나 실패했다. 1480년 아흐메드 칸 빈 퀴취크는 노가이 족에게 살해당했다. 그의 아들인 샤이크 아흐메트가 칸 지위를 이어받으면서 아흐메트의 자식 사이의 권력투쟁으로 인해 이흐 칸국이 약화되기 시작했다.
1491년 봄 크림 칸국이 모스크바에게 "모든 칸국의 말을 탈취"했기 때문에 군대를 보내 이흐 칸국을 멸망하기 적격이라고 제안했다. 모스크바에서는 기병을 보냈고, 오스만 제국은 예니체리 2,000명을 보냈다. 11월 말 칸국 영토의 일부가 점령당했고 나머지는 노가이 족이 점령했다. 1500년 들어 쿠반 인근으로 옮겼고 카바르디니안과의 전투에서 패배한 이후 매우 안 좋은 모양새가 되었다. 1501년 샤이크 아흐메트와 20,000명의 사람들이 돈 북부 지역으로 이동했다. 그들 백성 중 상당수가 버려졌다.
1502년 모스크바 대공국의 대공이 이흐 칸국의 백성 거의 대부분을 사로잡았고 모스크바 대공국으로 옮겨버렸다. 샤이크 아흐메트는 달아났다. 이후 그는 4,000명의 사람들과 함께 카잔 지역에서 모스크바 대공국과 협상을 하였다. 그는 1504년 노가이 족에게 추방당한 이후 아스트라한으로 갔다. 이후 키예프의 폴란드 국왕과 협상한 이후 오스만 제국으로 향했다. 이후 그는 빌냐에서 리투아니아의 죄수가 되었다고 한다.